# Похід Делагарді

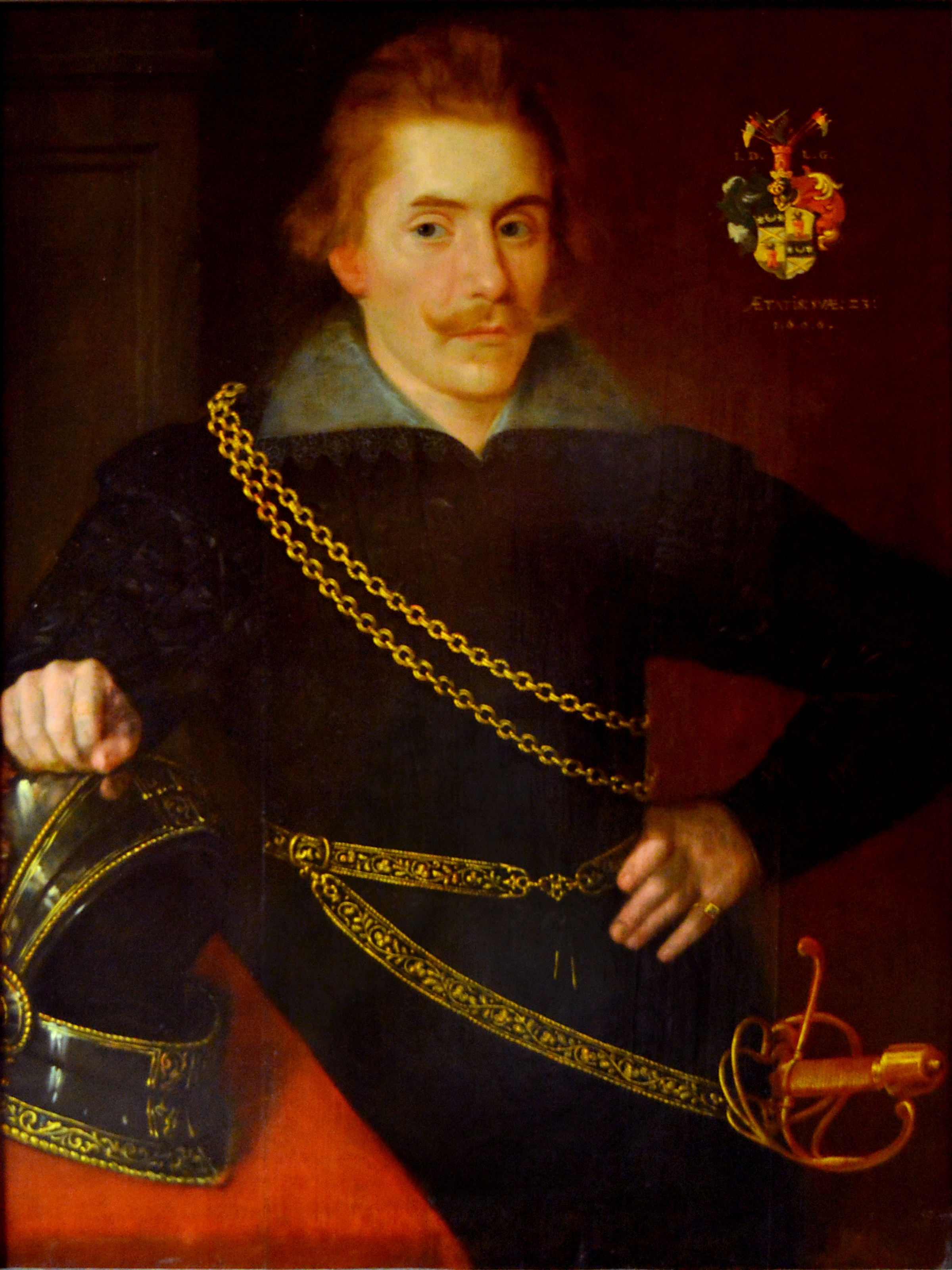
Якоб Понтуссон Делаґарді, 1606 рік

Похід Делаґарді (швед. De la Gardieska fälttåget) — похід експедиційного корпусу генерал-лейтенанта Якоба Понтуссона Делаґарді в період з 25-26 березня 1609 року по 4 липня 1610 року в Московське царство на підтримку влади московського царя Василя Шуйського.
Експедиційний корпус Делагарді був укомплектований шведськими, німецькими, французькими та англійськими найманцями і, відповідно до умов Виборзького трактату, перейшовши кордон Московського царства, рушив до Новгорода на з'єднання з військом Василя Шуйського, яким командував Михайло Скопин-Шуйський. В Новгороді Делаґарді отримав вірчі грамоти та частину оплати на утримання війська (що викликало невдоволення у війську Делаґарді).
2 травня Делаґарді та московське військо рушили до обложеної прихильниками Лжедмитрія II Москви, вступаючи в сутички з прихильниками Лжедмитрія (під Кам'янкою, Торжком, Твер'ю). На середину літа через затримку платні в корпусі Делаґарді виникли бунти найманців — спочатку фінів, а потім французів і німців, частина з них покинула корпус; таким чином в корпусі лишилося близько 1200 вояків, які були змушені проживати грабуванням місцевого населення.
Надалі корпус брав участь у битвах проти прихильників Лжедмитрія II під Калязіним та в деблокуванні Москви.
4 липня 1610 року корпус Делагарді в складі війська Дмитра Шуйського (брата московського царя Василя Шуйського) брав участь у битві під Клушином на Смоленщині з польським військом гетьмана Станіслава Жолкевського, але був покинутий сам на сам — близько 30 тис. московського війська розбіглося по лісах, а Дмитро Шуйський з 5000 стрільців і 18 гарматами просидів у власному обозі. В результаті, корпус Делаґарді, відносно якого не були виконані умови договору і який на той момент не отримував платні, капітулював перед поляками і, зберігши зброю, вийшов з бою (частина найманців з війська Делагарді, в основному, англійських, приєдналась до війська Жолкевського).

## Повернення
Після клушинської битви Делаґарді направив московському царю листа про готовність служити відповідно до умов договору, але в Москві на цей час змінились пріорітети і 17 серпня московські бояри визнали царем польського королевича Владислава.
Зближення московської держави і Польщі, з якою Швеція перебувала в стані війни, для Делаґарді означало завершення походу в Московське царство. На початку серпня, враховуючи інструкції короля, Делаґарді попрямував до Корели, бажаючи взяти силою те, що вже належало Швеції по праву. Не маючи достатньо сил (через дезертирство фінів, французів та німців, та перехід англійців на бік Жолкевського), Делаґарді з вересня 1610 року по березень 1611 року утримував фортецю в облозі, в результаті якої гарнізон Корели здався.